# Eléni : La Terre qui pleure
Ne doit pas être confondu avec Eleni (film, 1985).
Pour plus de détails, voir Fiche technique et Distribution.
Eléni : La Terre qui pleure (Τριλογία - Το Λιβάδι που Δακρύζει, Trilogia - To Livadi pou dakrizi) est un film grec réalisé par Theo Angelopoulos, sorti en 2004.

## Synopsis
En 1919, l'Armée rouge entre dans la ville d'Odessa. Parmi les étrangers qui quittent la ville se trouve Eleni, une jeune orpheline recueillie par Spyros le patriarche de la communauté grecque. Dans la foule en fuite, elle rencontre Alexis, le fils de Spyros, avec qui elle a des jumeaux. 
Le film se déroule entre 1919 et 1949, date de la fin de la guerre civile en Grèce. 

## Fiche technique
- Titre : Eléni : La Terre qui pleure
- Titre original : Τριλογία - Το Λιβάδι που Δακρύζει (Trilogia - To Livadi pou dakrizi)
- Réalisation : Theo Angelopoulos
- Scénario : Theo Angelopoulos, en collaboration avec Tonino Guerra, Pétros Márkaris et Giorgio Silvagni (d)
- Musique : Eléni Karaïndrou
- Pays d'origine :  Grèce
- Format : Couleurs - DTS - 35 mm
- Genre : Drame
- Durée : 170 minutes
- Date de sortie : 2003

## Distribution
- Alexandra Aïdini (el) : Eleni
- Nikos Poursanidis (el) : Alexis
- Giorgos Armenis (el) : Nikos
- Vassilis Kolovos (el) : Spyros
- Eva Kotamanidou (en) : Cassandra
- Toula Stathopoulou (el) : la femme au café
- Mihalis Yannatos (en) : Zissis, le joueur de clarinette
- Thalia Argyriou (sv) : Danae
- Grigoris Evangelatos (sv) : le professeur